# Hybrid (Scott Washington)

Hybrid (Scott Washington) est un anti-héros de fiction de l'univers Marvel. Scott Washington d'abord paru dans The New Warriors # 21 (mars 1992) par l'écrivain Fabian Nicieza et le dessinateur Mark Bagley. Le symbiote est d'abord apparu dans les histoires secondaires dans la mini-série Venom: Along Came A Spider (1996) de l'écrivain Evan Skolnick et du dessinateur Patrick Zircher.

## Biographie fictive
Scott Washington était l'un des gardes chargés de garder et transporter Justice, arrêté et condamné dans la Voûte pour le meurtre de son père.
Hybrid est la fusion de quatre des symbiotes de la Life Foundation en un symbiote unique. Le symbiote fondu a ensuite cherché Scott Washington, un homme afro-américain qui était un garde à la Voûte (la prison pour super-vilains). 
Tout en gardant les symbiotes emprisonnés (Venom, Carnage, etc.), il se rendit compte que ces derniers n'étaient pas mauvais, pas une menace, alors il les laissa partir. Lorsque ses supérieurs ont découvert que Scott avait libéré les aliens qu'il devait garder, il fut renvoyé. Il est retourné à la section de Bedford-Stuyvesant de Brooklyn, le quartier tenu par des gangs dans lequel il a grandi. À la suite d'une bousculade pendant un match de basket-ball avec les membres de la bande X-Eazy, Derek, son frère, fut abattu, et Scott perdit l'usage de ses jambes. Les quatre symbiotes, après avoir retrouvé Scott, se lièrent avec lui, lui redonnant ainsi la capacité de marcher. Scott garde à la suite de cet événement une grande colère, faisant preuve d'une grande violence que les symbiotes tentent de juguler plutôt que de l'y encourager contrairement aux comportement habituel des symbiotes. 
Comme son symbiote était à l'origine quatre entités différentes, Scott doit faire face à quatre voix différentes dans sa tête. Scott a obtenu sa revanche sur les X-Eazy, le gang qui l'avait paralysé, attirant l'attention de la presse, mais aussi de l'unité Jury. Il a été capturé par ces gardiens auto-proclamés de la justice, qui l'aurait exécuté juste pour obtenir son symbiote, mais il a été secouru par les New Warriors.
Scott était un ancien collaborateur de Curtis Elkins (Sentry) et d'autres membres du Jury. Justice lui a offert une place dans le groupe, mais Scott a refusé, citant un travail plus important à faire dans son quartier de résidence.
Scott Washington a été considéré comme une "recrue potentielle" pour le programme de l'Initiative. 
Eddie Brock a retrouvé et assassiné Washington, afin d'éliminer le «mal» des symbiotes de la Terre. Les quatre symbiotes qui composent Hybrid ont survécu et, avec l'aide d'un groupe militaire clandestin, ont été séparés et remis au gouvernement des États-Unis. 
Plus tard, avec Venom et Toxin, le groupe décide d'utiliser Hybrid pour éliminer Carnage dans le Midwest au cours de la mini-série de 2012 Carnage USA. Les symbiotes séparés sont assignés à quatre militaires, chacun avec un rôle différent pour appréhender Carnage. Faisant équipe avec Scorn, l'hôte le plus récent du symbiote de la première série limitée de Carnage, ils sont envoyés dans une ville que Carnage contrôle, avec ordre de tuer leur «frère» si nécessaire. Avec l'aide de Venom et les Vengeurs, l'équipe réussit à capturer Kletus Cassidy et le symbiote Carnage.